# Divyabhanusinh

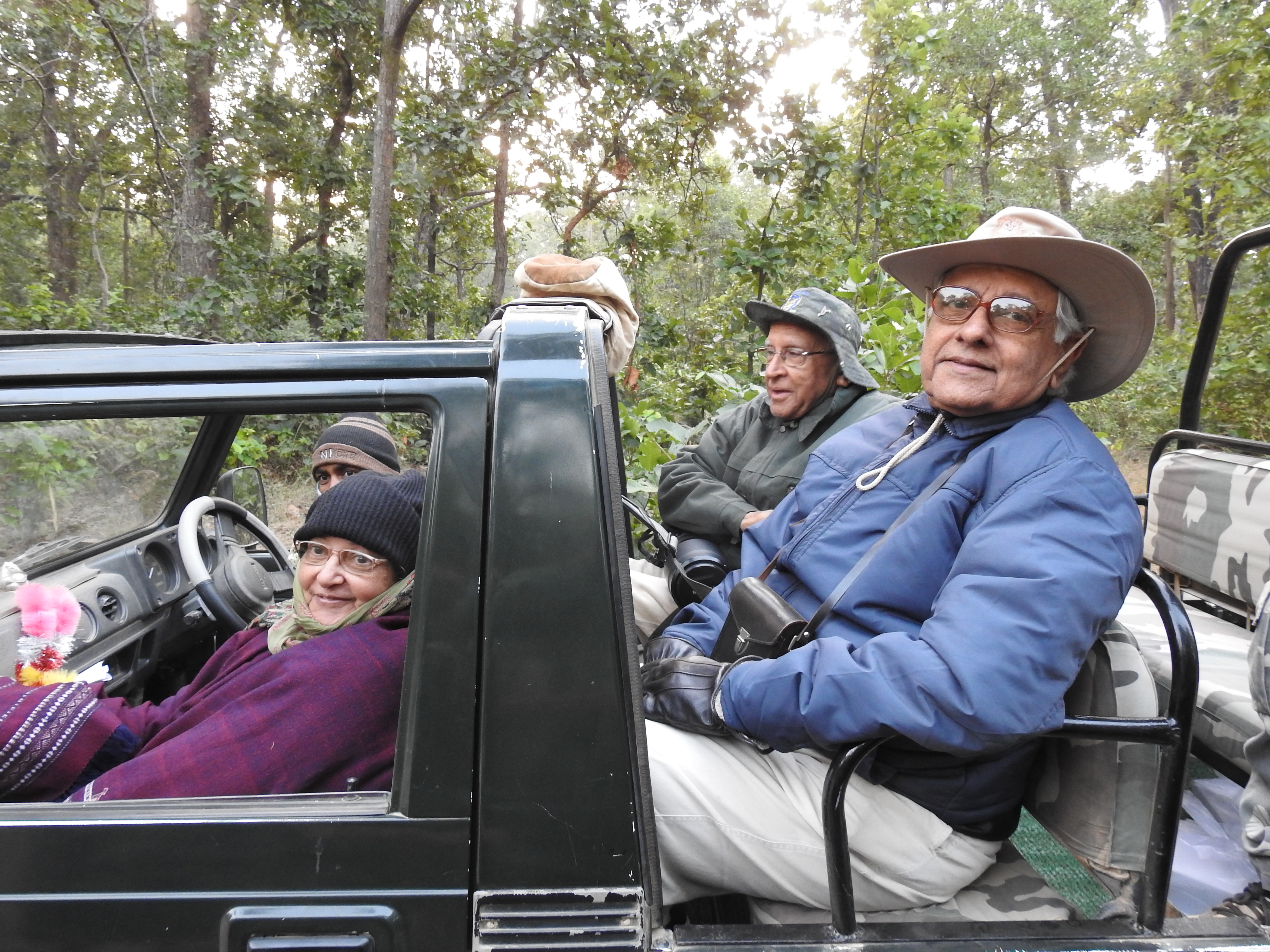
Divyabhanusinh (vorne rechts) und sein Cousin M. K. Ranjitsinh (2018)

Divyabhanusinh (Hindi दिव्यभानुसिंह; * 1941 im Fürstenstaat Mansa, heute Gujarat), auch als Divyabhanusinh Chavda oder Divya Chavda zitiert, ist ein indischer Unternehmensverwalter, Wildtierexperte, Naturschützer, Naturforscher und Autor.

## Leben
Divyabhanusinh erwarb 1962 den Bachelor of Arts mit Auszeichnung (B. A. (Hons.)) am Fergusson College in Pune in Politikwissenschaft und 1964 den Master of Arts in derselben Disziplin an der Savitribai Phule Pune University. Zwischen 1958 und 1964 arbeitete er auch ausgiebig auf dem Gebiet der Archäologie und Anthropologie mit Damodar Dharmananda Kosambi zusammen und studierte prähistorische Artefakte und Nomadenstämme in der Umgebung von Pune. 1966 erlangte er den Master of Science in Ökonomie an der School of Oriental and African Studies der University of London. 
Nach Abschluss seiner akademischen Ausbildung trat Divyabhanusinh im Jahr 1966 als Unternehmensverwalter in die Tata-Gruppe ein, wo er in verschiedenen leitenden Positionen tätig war. Er war von 1990 bis 2000 Mitglied im Managementkomitee der Hotel and Restaurant Association of Northern India, von 1992 bis 1996 im Verwaltungsrat des Indian Institute of Tourism and Travel Management in Gwalior sowie von 1993 bis 2000 im Exekutivkomitee der Federation of Hotel & Restaurant Associations of India. Zudem war er von 1993 bis 2001 im National Council for Hotel Management & Catering Technology aktiv und fungierte von 1994 bis 1996 als Vorsitzender der Tourismus-Taskforce des Verbands der indischen Industrie- und Handelskammern.
Divyabhanusinh war 34 Jahre lang in der Tata-Gruppe beschäftigt und ging im Jahr 2001 als Chief Operating Officer (COO) der Leisure Hotels Division der Northern Taj Group of Hotels in Mumbai in den Ruhestand.
Divyabhanusinh widmete sich während seiner beruflichen Laufbahn bei der Tata-Gruppe vornehmlich der Erhaltung der Tierwelt. Er wurde in mehrere Gremien berufen, die von staatlichen Institutionen zur Erhaltung von Wildtieren und Wäldern eingerichtet wurden. 1989 erhielt er die Ernennung zum Mitglied des Expertenausschusses des indischen Umweltministeriums, welcher sich mit der Verwaltung von Nationalparks, Schutzgebieten sowie dem Tourismus befasste. Von 1993 bis 1995 fungierte er als Direktor der Gesellschaft für touristische Entwicklung im Bundesstaat Uttar Pradesh. Von 1997 bis 2000 war er Mitglied des indischen Tourismusministeriums sowie der Central Zoo Authority. 
Im Rahmen von Zählungen der Asiatischen Löwen (Panthera leo persica) und anderer Säugetierarten wurde er von der Regierung von Gujarat im Jahr 2000 als sachkundiger Beobachter für die Millennium-Löwenzählung berufen und war 2007 Teil der Beratungsgruppe zur Löwenerhaltung. Darüber hinaus wurde er von der Regierung von Rajasthan für den Zeitraum von 2004 bis 2006 in das Wildlife Advisory Board und 2011 in den Expertenausschuss für den Wüsten-Nationalpark berufen. Divyabhanusinh war von 2007 bis 2013 Mitglied des National Board for Wild Life (NBWL) und seines Ständigen Ausschusses. 2010 war er Mitglied der Cheetah Task Force des Ministry of Environment, Forest and Climate Change (MoEF). Von 2013 bis 2017 war er Mitglied des National Wildlife Action Plan Committee. 
Divyabhanusinh war auch in verschiedenen international anerkannten Organisationen tätig, die sich mit dem Schutz von Wildtieren und der Natur befassen. Von 1977 bis 1982 war er Mitglied des Exekutivausschusses der Bombay Natural History Society und von 1992 bis 1997 deren Vizepräsident. Von 1997 bis 2000 arbeitete er als Berater für die Tiger Watch Society und den International Snow Leopard Trust in Seattle, Washington. Ab 2001 war er Treuhänder und Beiratsmitglied des World Wildlife Fund (WWF) in Indien und von 2007 bis 2014 Präsident der indischen WWF-Sektion. Zwischen 2001 und 2011 war er zudem Treuhänder der Raptor Foundation, der Corbett Foundation (einer führenden Nichtregierungsorganisation zur Förderung des Naturschutzes in Uttar Pradesh, Madhya Pradesh und Assam) und der Marg Foundation, die Bücher und Zeitschriften zu Kunst, Architektur und kulturellem Erbe im Allgemeinen herausgibt. 
Divyabhanusinh wurde in die Cat Specialist Group der IUCN Species Survival Commission berufen und sammelte ab 1992 für indische Untergruppe spezifische Informationen zum Status des Asiatischen Löwen. Er ist für seine umfangreichen Forschungen zur Historie des Asiatischen Geparden (Acinonyx jubatus venaticus) und des Asiatischen Löwen bekannt. Sein Werk The End of a Trail: The Cheetah in India, erstmals veröffentlicht im Jahr 1995 und seither in mehreren Auflagen erschienen, gilt als das bisher einzige Fachbuch über den Geparden in Indien. 2005 gab er das Buch The Story of Asia’s Lions heraus, das 2009 in einer zweiten Auflage veröffentlicht wurde. 
2018 erschien The Story of India’s Unicorns, das er gemeinsam mit Asok Das und Shibani Bose verfasst hatte. Es ist eine umfassende Studie über die drei Nashorn-Taxa, die früher in Indien vorkamen (von denen zwei Unterarten heute in Indien ausgestorben sind), und zeichnet deren Weg von den frühesten Zeiten bis zur Gegenwart nach. Divyabhanusinh hat zudem regelmäßig für viele wissenschaftliche Zeitschriften wie das Journal of Bombay Natural History Society und Cat News (dem Newsletter der Cat Specialist Group der IUCN Species Survival Commission) geschrieben und im Laufe seiner Karriere Dutzende von Abhandlungen und populärwissenschaftlichen Artikeln veröffentlicht.
Für seine Beiträge zur Erforschung des Asiatischen Geparden in Indien wurde ihm 1998 von der Savitribai Phule Pune University der Titel eines Doktors der Literatur (D. Litt.) ehrenhalber verliehen.